# Metophthalmus trilineatus
Metophthalmus trilineatus is een keversoort uit de familie schimmelkevers (Latridiidae). De wetenschappelijke naam van de soort werd in 1994 gepubliceerd door Fred Gordon Andrews.